# Zdole, Kozje
Zdole este o localitate din comuna Kozje, Slovenia, cu o populație de 115 locuitori.